# Parc d'Eagle Creek
Le Parc d'Eagle Creek (ou Eagle Creek Park en anglais) est le plus grand parc d'Indianapolis, en Indiana aux États-Unis.